# Pacha (cosmovisión andina)
La pacha (en quechua: pacha [patʃa], a menudo traducido como "mundo", "tierra", "universo" o "momento-mundo") es un concepto cosmológico andino que asocia el mundo físico y el espacio con el tiempo, y correspondiente al concepto de espacio-tiempo.
El significado literal de la palabra en quechua es "lugar". Pacha puede tener varios significados en diferentes contextos, y se ha asociado con las diferentes etapas y niveles en el desarrollo progresivo del cosmos hacia la discontinuidad y diferenciación de formas,  y se le ha atribuido como codificación de un concepto inca para dividir las diferentes esferas del cosmos similar a "reino" o "realidad".  Esta última interpretación, cuestionada por algunos lingüistas ya que tales nombres de esferas pueden haber sido producto de la innovación léxica de los misioneros (y de la influencia cristiana), se refiere a "lugares reales y concretos, y no a otros mundos etéreos".

## Definición
En lenguas quechuas contemporáneas, pacha significa "lugar, tierra, suelo, región, época".El uso de la palabra para describir tanto una dimensión espacial como temporal ha sido reconstruido, con el mismo significado, en protoquechua *pacha.
En quechua clásico, la palabra parece haber significado "mundo" o "universo" cuando no está asociada con otras palabras. A menudo estuvo presente en nombres propios importantes en las culturas prehispánicas andinas, como el teónimo ⟨Pachacamac⟩ pacha kama-q o ⟨Pachacuti⟩ pacha kutiy.
En la época precolombina, el término pacha designaba un concepto cultural específico, difícil de traducir a las lenguas europeas. Pacha a menudo se traduce como "mundo" o "tierra" en quechua, pero el concepto también incluye un contexto temporal de significado. Catherine J. Allen escribe que "La palabra quechua pacha puede referirse a todo el cosmos o a un momento específico en el tiempo, con una interpretación que depende del contexto". Allen, por lo tanto, elige traducir el término como "momento-mundo". Las pachas se superponen e interactúan en la cosmología inca presentando tanto un orden material como un orden moral. El Dr. Atuq Eusebio Manga Qespi, un hablante nativo de quechua, ha sugerido que pacha debería traducirse al español como espacio-tiempo.

## Concepto cosmológico depacha
En el mundo andino precolombino, la concepción del tiempo estaba asociada al espacio, ambos llamados colectivamente pacha (lugar), que estaba en continuo desarrollo hacia el orden y hacia la "diferenciación funcional y discontinuidad de las formas [en el marco del concepto de dualidad equilibrada entre dos opuestos complementarios, o yanantin],  factores de complementariedad [de pares] más que de rivalidad, por tanto de paz y productividad". Sin embargo, en lugar de representar un estado de cambio o progreso constante, representó un "equilibrio puntuado" y un orden, interrumpido por momentos de cambio radical.
El cosmos no tenía realidades exclusivamente espirituales, ya que "las [cosas] materiales y espirituales pertenecían a la misma esfera de existencia y experiencia". De acuerdo con los conceptos andinos de dualidad, complementariedad y oposición, el espacio-tiempo fue concebido en relación con ciertos eventos, relaciones sociales, vitalidad (camaquen), ser social, ciertas huacas (constelaciones, ancestros y deidades personificadas en el paisaje). Existieron varias divisiones geográficas espacio-temporales, con fuertes connotaciones políticas e ideológicas, en Cuzco y en el Imperio incaico, que mostraban el estatus social y la posición de grupos y lugares, e influyeban en la organización administrativa de los curacazgos andinos.

### Desarrollo progresivo y cíclico hacia el orden
La historia inca del desarrollo del mundo fue lineal, similar a las narrativas históricas, y cíclica, la creación del mundo recreándose perpetua y simbólicamente. El mundo anterior a los Incas fue destruido por la divinidad creadora Huiracocha, habiendo perdido los hombres la virtud, durante un cataclismo, llamado Pachakutiy.  Por miedo al "fin del mundo", una evolución continua hacia el orden y la civilización marca a cada Pacha, habiendo vivido los hombres de los primeros tiempos en la ignorancia.
El desarrollo espacio-temporal del cosmos se dividió en varias etapas fundamentales en el desarrollo del mundo: la era presolar, durante la cual los hombres vivieron en la penumbra, que se cerró con el acontecimiento de la llegada del sol, estableciéndose la alternancia entre la noche y el día; la era solar, dividida en dos períodos por el advenimiento del gran diluvio llamado Unu Pachacuti ("inversión del espacio-tiempo, o retorno del tiempo, por el agua"), un primer período donde las huacas dominaron los estados andinos, y un segundo período durante el cual se mantuvieron las relaciones de oposición y complementariedad entre las llaqtas, espacios urbanos, y los urqu, tierras deshabitadas de las montañas, personificando ahora los antiguos señores huacas los espacios naturales que rodean y definen la identidad de las entidades socioterritoriales y políticas andinas; y luego el Purum Pacha y el Inka Pacha, siendo la primera era la preincaica supuestamente inculta y bárbara, y la segunda la era Incaica, en la que, a raíz de las conquistas del sapa inca Pachacútec ("revolución" o " cataclismo") que marcan una "especie de "vuelta al punto de partida", tras el agotamiento de las fuerzas [camaquen] de la era que terminaba" y que luego pasó a ser la vieja era asociada al caos, el imperio incaico es el encargado de la tarea civilizadora y ordenadora del mundo posdiluviano, en particular para retrasar el fin y el reinicio cíclico del mundo.
Los cronistas del período colonial mencionaron varias pachas, de diferente número. Según Garcilaso de la Vega, fueron sólo dos, mientras que Pedro Sarmiento de Gamboa habló de tres épocas, y Felipe Guamán Poma de Ayala de cinco.

### Esferas de naturaleza espiritual
La cosmogonía inca admitía tres niveles de realidad o pacha: El mundo de arriba dividido entre Haqay Pacha (el Más Allá) y Hanan Pacha (en quechua) o Alaxpacha (en aimara), el mundo visible de arriba, o el cielo, asiento de las estrellas y constelaciones, hogar de Inti el Padre-Sol y Mama Quilla, su hermana-esposa, diosa de la Luna;  "este mundo" o Kay Pacha; y por último el inframundo Uku pacha, residencia de la diosa de la fertilidad Pachamama, y los Supay. 
Aunque el universo habría sido considerado un sistema unificado dentro de la cosmología inca, la división entre los mundos es parte del dualismo prominente en las creencias incas, conocido como yanantin. Este concepto de dualidad consideraba que todo lo que existía tenía dos características complementarias (calor y frío, positivo y negativo, oscuridad y luz, etc.). Este dualismo entre la pacha superior, dominada por la deidad de la lluvia, del cielo, de los fenómenos atmosféricos, del granizo, del trueno y del relámpago, Illapa, y la pacha inferior, presidida por la deidad creadora Huiracocha, institutor de los regadíos agricultura, y deidad del océano subterráneo bajo la corteza terrestre que abastece de agua a lagos y manantiales, "consolidó así la relación de oposición y complementariedad existente entre los habitantes de cada uno de los dos niveles ecológicos montañosos".
Algunos lingüistas y antropólogos, debido sobre todo a la falta de fuentes, se muestran escépticos sobre la existencia de estas esferas.

#### Hanan pacha
El reino superior que incluía el cielo, el Sol, la Luna, las estrellas, los planetas y las constelaciones (de particular importancia es la Vía Láctea) se llamaba hanan pacha (en quechua) o alaxpacha (en aimara).

#### Ukhu pacha

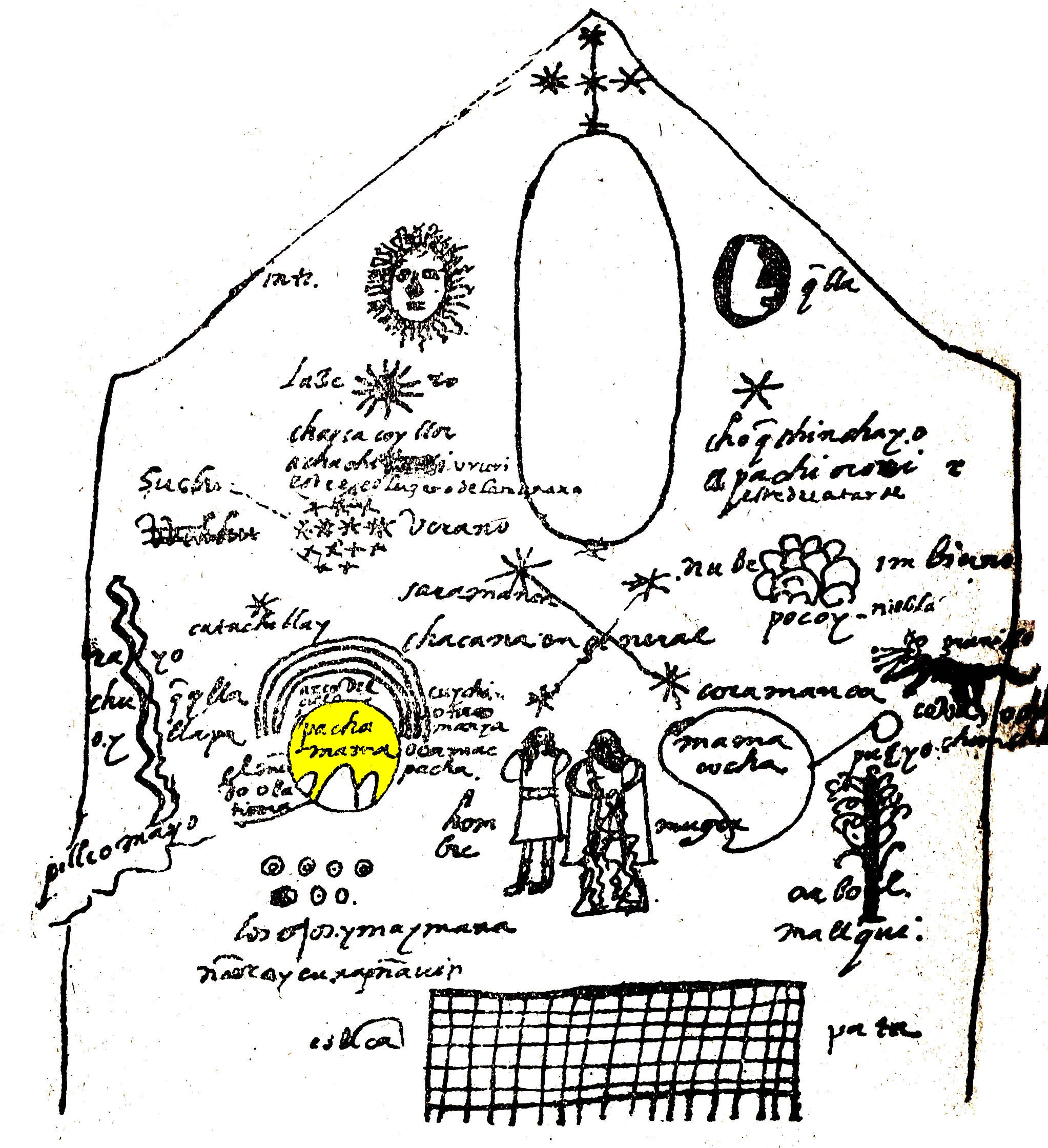
Representación de la Pachamama en la cosmología inca, según el cronista aimara Juan de Santa Cruz Pachacuti Yamqui Salcamayhua (1613), a partir de una imagen en el Templo del Sol Qurikancha en Cuzco

Ukhu pacha (alternativamente urin pacha en quechua,[cita requerida] o manqhapacha o manqhipacha en aimara[cita requerida]) es el mundo interior. Ukhu pacha se asocia tanto con los muertos como con la nueva vida.[cita requerida] Como reino de la nueva vida, el reino se asocia con la cosecha y la Pachamama, la diosa de la fertilidad. Como reino asociado con los muertos, ukhu pacha está habitado por los supay, demonios que atormentan a los vivos.

## Controversias
Algunos historiadores, antropólogos y lingüistas critican la existencia del concepto de Pacha en el pensamiento andino precolombino, que se basa en gran medida en la crónica de 1616 del cronista indígena Guamán Poma de Ayala. Este cronista, escribiendo en un contexto político particular, pensó, al igual que el Inca Garcilaso de la Vega, que los emperadores incas prepararon a los Andes para recibir el catolicismo, comparando eventos del desarrollo cosmológico andino con la historia occidental, en particular usando la palabra "diluvio" para describir Unu Pachacuti, y por lo tanto comparando la destrucción del mundo por la deidad creadora Huiracocha con el diluvio bíblico.
El arqueólogo Pierre Duviols señala que Guaman Poma, adoptando una forma de pensar occidental, utilizó, junto con otros cronistas, el concepto de "edades" para describir supuestos ciclos, que era una parte importante del pensamiento griego antiguo. Las principales críticas a la concepción de pacha apelan a la falta de fuentes escritas coloniales tempranas a su favor.  Otras críticas se refieren a la noción de tres esferas en la cosmología inca. Según el historiador Juan Carlos Estenssoro, kay pacha es un neologismo misionero y, si bien otros compuestos pueden haber sido preexistentes, la interpretación de pacha como "mundo" o "reino" podría atribuirse a los misioneros católicos.  Además, el lingüista peruano Rodolfo Cerrón Palomino atribuye la acuñación de los compuestos enteramente a la planificación léxica de los misioneros católicos.Sin embargo, muchos estudiosos, como Nathan Wachtel y Juan Ossio, defienden la crónica de Guaman Poma, y la concepción de Pacha en la época prehispánica, Gregory Haimovich afirmando que Partes de la obra apuntan a la existencia de tres esferas en la cosmología prehispánica.